# Dycam
La Dycam Modelo 1 fue la primera cámara digital portátil a ser comercializada. Se lanzó al mercado el 7 de diciembre de 1991. A pesar de que probablemente podría haber sido la MegaVision Tessera la primera cámara comercializada al 1987, no hay suficiente documentación o información sobre la veracidad de este hecho, es por eso que asociamos la Dycam como la primera.
El New York Times la denominó "the Brownie of the personal computing set". 

## Historia

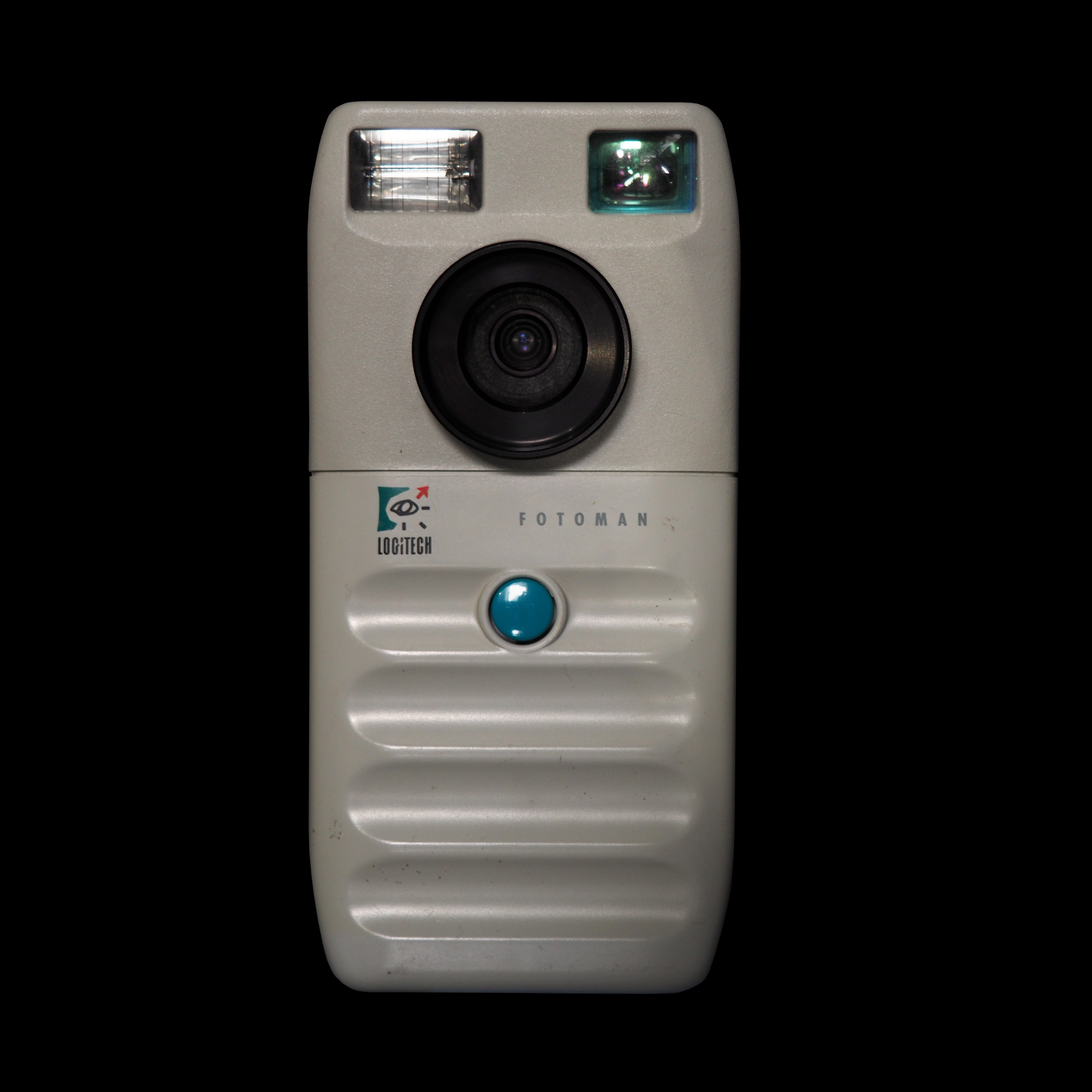
La nueva versión llamada Logitech FotoMan

La primera cámara digital fue producida por Kodak el 1975 aproximadamente, aun así, no fue comercializada. Si que se comercializó la que Canon sacó a mercado el 1986, la RC-701, pero esta no era digital, sino analógica. Es cierto que Fuji hizo la DS-1P el 1988, pero no ha quedado nunca claro si se vendió nunca. De hecho, si fuera verdad que se comercializó, solo fue comprada en el Japón. Fue pues, la Dycam Modelo 1 la primera en comercializarse.
Es necesario decir que, inicialmente, la cámara no triunfó puesto que las fotografías que realizaba eran en blanco y negro, de muy baja resolución (en concreto 320x240) y el precio era realmente elevado ($1000, actualmente equivale a unos $2000). 
No tuvo un modesto éxito hasta que fue lanzada de nuevo en una versión que se denominó Logithech FotoMan un año más tarde, el 1992. Utilizaba un sensor de imagen CCD, que almacenaba las fotografías digitalmente, y una vez conectado al ordenador se podían descargar. 
Esta nueva versión cambió de color negro a blanco la carcasa y se comercializó como parte de la empresa Logitech (Dycam le permitió licenciar su tecnología).
A pesar de no encontrar muchos compradores entre la gente, vendió bastante bien entre los agentes inmobiliarios y aseguradores.

## Características[4][3]
La Dycam tenía las siguientes propiedades:
- Imágenes de 8-bit (256)
- Escala de grises (al ser de 8 bits, 256 tonos de gris)
- Baja resolución: 376x240 píxeles
- 1Mb de RAM
- Con conexión a un ordenador por cable
- Foco fijo f4.5
- Lento 55mm 35mm
- Disparador desde 1/30 hasta 1/1000 (también 1/25 solo cuando se utilizaba el flash)
- Flash
- ~200 ISO (no variable)
- Almacenamiento de hasta 32 fotografías (TIFF o PICT).

Solo contaba con un botón, el disparador, por lo tanto no se encendía ni se apagaba. El flash se tenía que activar mediante un ordenador porque tampoco  había manera de escoger si se quería on o off.  La batería duraba unas 24 horas, y una vez se acababa o se retiraba, las fotografías se perdían, se borraban automaticament, puesto que la memoria era volátil.